# Кілліан (Луїзіана)
Кілліан (англ. Killian) — селище (англ. village) в США, в окрузі Лівінґстон штату Луїзіана. Населення — 1177 осіб (2020).

## Географія
Кілліан розташований за координатами 30°21′9″ пн. ш. 90°34′51″ зх. д. / 30.35250° пн. ш. 90.58083° зх. д. (30.352612, -90.580925).  За даними Бюро перепису населення США в 2010 році селище мало площу 28,23 км², з яких 28,17 км² — суходіл та 0,06 км² — водойми.

## Демографія
Згідно з переписом 2010 року, у місті мешкало 1206 осіб у 494 домогосподарствах у складі 351 родини. Густота населення становила 43 особи/км².  Було 708 помешкань (25/км²).
Расовий склад населення:
| - 88,5 % — білих - 10,4 % — чорних або афроамериканців - 0,2 % — корінних американців - 0,2 % — азіатів |

До двох чи більше рас належало 0,5 %. Частка іспаномовних становила 2,1 % від усіх жителів.
За віковим діапазоном населення розподілялося таким чином: 22,1 % — особи молодші 18 років, 63,7 % — особи у віці 18—64 років, 14,2 % — особи у віці 65 років та старші. Медіана віку мешканця становила 44,4 року. На 100 осіб жіночої статі у місті припадало 101,3 чоловіків;  на 100 жінок у віці від 18 років та старших — 101,1 чоловіків також старших 18 років.
Середній дохід на одне домашнє господарство  становив 63 006 доларів США (медіана — 51 000), а середній дохід на одну сім'ю — 73 036 доларів (медіана — 69 519). Медіана доходів становила 60 804 долари для чоловіків та 43 250 доларів для жінок. За межею бідності перебувало 11,2 % осіб, у тому числі 13,4 % дітей у віці до 18 років та 9,2 % осіб у віці 65 років та старших.
Цивільне працевлаштоване населення становило 382 особи. Основні галузі зайнятості: освіта, охорона здоров'я та соціальна допомога — 17,3 %, роздрібна торгівля — 13,4 %, будівництво — 10,7 %, науковці, спеціалісти, менеджери — 9,9 %.